# Čeněk Kottnauer
Čeněk Kottnauer (24. února 1910 v Praze – 14. února 1996 v Londýně) byl československý a později anglický šachista a mezinárodní šachový rozhodčí.
Turnajovou kariéru zahájil v roce 1933, kdy na Kautského memoriálu v Praze dělil 11.–12. místo.
Na turnaji v Praze v roce 1942 obsadil šesté místo, témže roce dělil 6.–7. místo na turnaji v Chocni. V roce 1943 zvítězil na turnaji ve Zlíně. V květnu 1944 hrál v Praze v zápase českých šachistů s Fjodorem Bogatyrčukem.
Zúčastnil se zápasu Praha – Moskva v roce 1946.
K největším poválečným turnajovým úspěchům patří dělení 2. místa na Schlechterově memoriálu ve Vídni (za Lászlem Szabó) a třetí místo v Beverwijku 1947. Turnaje v Beverwijku (předchůdce dnešních turnajů Corus ve Wijk aan Zee) se zúčastnil i v letech 1948 (dělil 8.–9. místo), 1954 a 1962.
Titul mezinárodního mistra získal v roce 1950, mezinárodním šachovým rozhodčím je od roku 1951.
V roce 1953 emigroval do Velké Británie.
Na šachové olympiádě v roce 1952 v Helsinkách reprezentoval Československo a získal individuální zlatou medaili na čtvrté šachovnici za výsledek +10 –0 =5. Anglii reprezentoval v roce 1964 na první šachovnici na olympiádě v Tel-Avivu a na druhé šachovnici v Luganu v roce 1968.